# Кръстева кула
Кръстевата кула (на македонска литературна норма: Крстева Кула) е средновековна отбранителна кула в град Кратово, Република Македония.
Смята се, че е построена в 1371 или 1372 година. Тя е измежду 12-те съществували отбранителни кули в Кратово. Разположена е в центъра на града. Намира се близо до Хаджикостовата и Еминбеговата кула.
Кулата има приземен етаж и други 4 етажа над него. Тя е с квадратна основа, a стените на първия етаж са дебели 1,2 метра. Кулата се издига на височина от 16,1 метра. Първоначално е имала 2 входа, но днес в кулата се влиза само от вход в южната страна.